# 제트커넥트 (뉴질랜드)
제트 커넥트(영어: Jetconnect)는 2001년에 설립된 뉴질랜드의 항공사로 콴타스 항공이 소유하고 있었다. 허브 공항은 오클랜드 국제공항과 웰링턴 국제공항이 있었다.

## 개요
2001년에 콴타스 항공의 자회사로 설립 했으며 2002년 10월에 취항하기 시작했다. 대부분 뉴질랜드에 본사를 두고 있었다. 뉴질랜드 출신의 직원을 고용했으며, 콴타스 항공 소속 항공기로 운항하고 있었다. 2009년 6월에 제트스타 항공이 뉴질랜드에 취항했으나 2018년 운항 중단 이전까지 여전히 독점으로 운영하고 있었다. 2018년 노선 및 항공기를 자회사인 콴타스 항공으로 모두 이전했으며, 제트커넥트 항공사는 역사속으로 사라졌다.

## 운항 노선
- 제트 커넥트의 당시 운항 노선은 오클랜드, 크라이스트처치, 웰링턴, 퀸스타운, 브리즈번, 멜버른, 시드니였으며, 현재는 모두 콴타스 항공편으로 운항하고 있다.

## 보유 기종
운항당시의 항공기들은 모두 뉴질랜드 등록번호를 달고 있었다. 제트커넥트에서 운영했던 7대의 B737-800은 모두 콴타스 항공으로 반환되어 호주 등록번호를 달고 운항 중이다.